# ألبرت إلوي
ألبرت إلوي (بالفرنسية: Albert Eloy)‏ هو لاعب كرة قدم ومدرب كرة قدم فرنسي، ولد في 30 يونيو 1927 في بولي ليه مينيس في فرنسا، وتوفي في 8 ديسمبر 2008 في تروا في فرنسا. لعب مع نادي سيدان ونادي لوهافر ونادي ليموج.

## وصلات خارجية
- ألبرت إلوي على موقع قاعدة بيانات كرة القدم.إي يو (الإنجليزية)
- ألبرت إلوي على موقع أوليمبيديا (الإنجليزية)